# Кампече (щат)
Вижте пояснителната страница за други значения на Кампече.
Кампече (на испански: Campeche) е щат в Мексико разположен в югоизточната част на страната. Кампече е с население от 754 730 жители (2005 г., 30-и по население), а общата площ на щата е 50 812 км², нареждайки го на 18-о място по площ в Мексико. Столицата на щата също се казва Кампече.